# Dukovce
Dukovce este o comună slovacă, aflată în districtul Svidník din regiunea Prešov. Localitatea se află la altitudinea de 253 m deasupra n.m., se întinde pe o suprafață de 5,63 km2 și în 2017 număra 267 de locuitori.

## Istoric
Localitatea Dukovce este atestată documentar din 1354.

## Demografie
| An:                | 1994 | 2004   | 2014   | 2024    |
| ------------------ | ---- | ------ | ------ | ------- |
| Număr de persoane: | 235  | 247    | 258    | 317     |
| Diferență:         |      | +5,10% | +4,45% | +22,86% |

| An:                | 2023 | 2024   |
| ------------------ | ---- | ------ |
| Număr de persoane: | 309  | 317    |
| Diferență:         |      | +2,58% |